# Ataxolepis apus
Ataxolepis apus is een  straalvinnige vissensoort uit de familie van walviskopvissen (Cetomimidae). De wetenschappelijke naam van de soort is voor het eerst geldig gepubliceerd in 1966 door Myers & Freihofer.